# Namakkal
Namakkal là một thành phố và khu đô thị của quận Namakkal thuộc bang Tamil Nadu, Ấn Độ.

## Địa lý
Namakkal có vị trí 11°14′B 78°10′Đ / 11,23°B 78,17°Đ Nó có độ cao trung bình là 218 mét (715 feet).

## Nhân khẩu
Theo điều tra dân số năm 2001 của Ấn Độ, Namakkal có dân số 53.040 người. Phái nam chiếm 51% tổng số dân và phái nữ chiếm 49%. Namakkal có tỷ lệ 79% biết đọc biết viết, cao hơn tỷ lệ trung bình toàn quốc là 59,5%: tỷ lệ cho phái nam là 84%, và tỷ lệ cho phái nữ là 74%. Tại Namakkal, 10% dân số nhỏ hơn 6 tuổi.